# Weitwinkelobjektiv

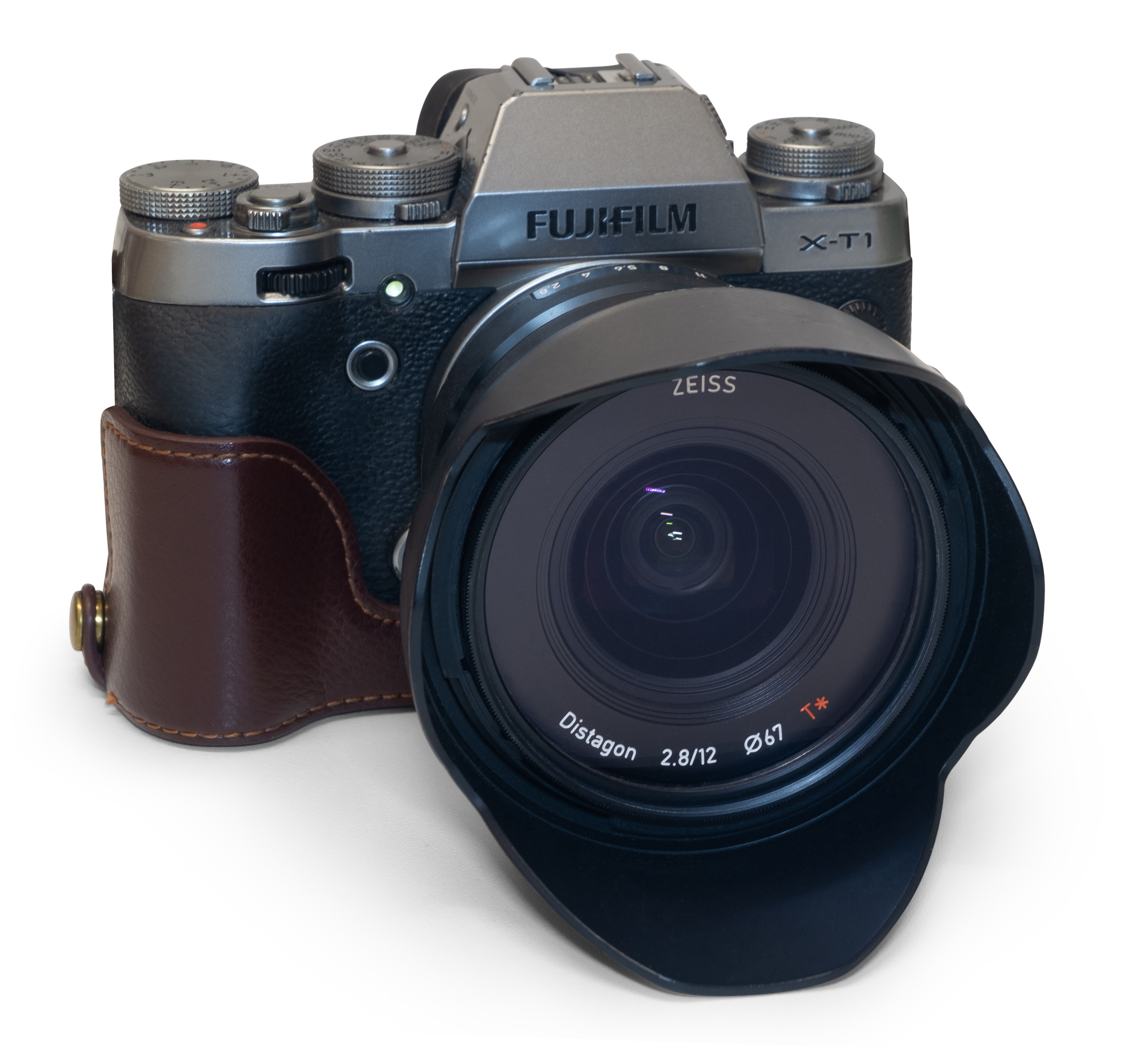
Weitwinkelobjektiv 2,8/12 an einer spiegellosen Kamera

Als Weitwinkelobjektiv bezeichnet man in der Fotografie ein Objektiv mit einem Bildwinkel, der größer ist als der von Normalobjektiven.

## Abbildungseigenschaften

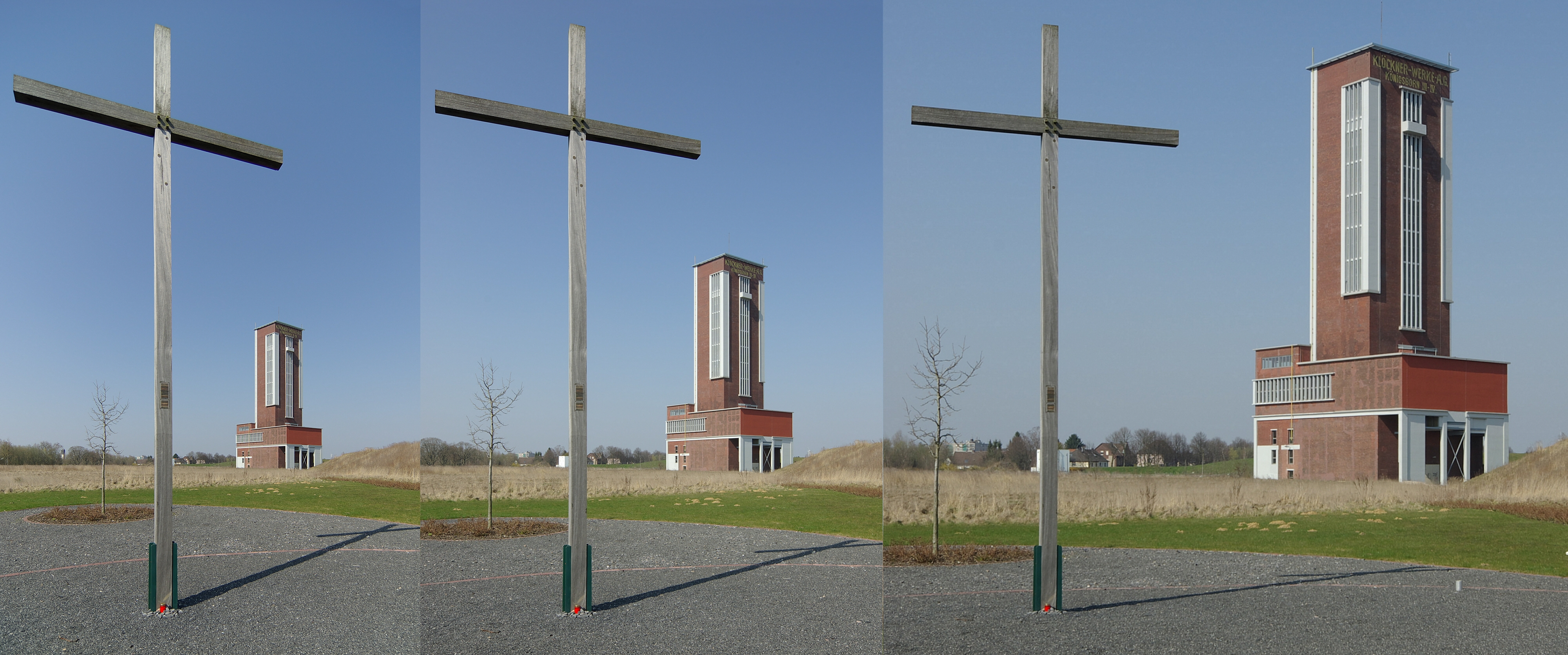
Perspektivische Wirkung bei ca. 18 mm, 28 mm und 60 mm Brennweite (Kleinbildformat)

Der natürlichen perspektivischen Wahrnehmung des Menschen entsprechen am ehesten Objektive mit etwa 40 bis 50° Bildwinkel, die sogenannten Normalobjektive. Das Weitwinkelobjektiv hat demgegenüber eine kürzere Brennweite und einen größeren Bildwinkel. Weit entfernte Gegenstände werden kleiner abgebildet, ein Weitwinkel verkleinert bei gleicher Motiventfernung also den Bildmaßstab. Daraus ergibt sich in der Praxis auch die für Weitwinkelfotos charakteristische große Schärfentiefe. Ein Weitwinkelobjektiv hat somit die entgegengesetzten Eigenschaften des Teleobjektivs. Zu den Weitwinkelobjektiven zählen ebenfalls die Fischaugenobjektive.

## Technische Besonderheiten

Strahlengang eines Superweitwinkelobjektives

Weitwinkelobjektive, insbesondere sehr lichtstarke, erfordern für Spiegelreflexkameras einen hohen konstruktiven Aufwand (Retrofokus), da Raum für den Spiegel im Bereich der Brennweite freigehalten werden muss. Objektive für verstellbare Fachkameras sind wegen des für diesen Einsatz erforderlichen großen Bildkreises konstruktiv häufig als Weitwinkelobjektiv ausgelegt, auch wenn die Brennweite im Bereich von Normalobjektiven liegt.

## Brennweiten und Bildwinkel
- zum Vergleich: Normalbrennweite

Das entspricht beim Kleinbildformat einem Objektiv mit einer Brennweite von 45 mm bis 60 mm, beim Mittelformat 6x6 cm entsprechend 75 bis 85 mm. Bei kleineren Filmformaten oder kleineren Sensorgrößen bei Digitalkameras verringert sich die Normalbrennweite entsprechend.
Die Weitwinkelbrennweiten liegen unterhalb der Normalbrennweiten. Bei der Mittelformatfotografie und beim Großformat sind die Weitwinkelbrennweiten entsprechend dem größeren Filmformat größer als beim für den Vergleich herangezogenen 35-mm-Kleinbildformat. Für kleinere Bildformate, etwa für kleinere digitale Sensoren, für Halbformat- oder Schmalfilmkameras, ergibt sich entsprechend eine kleinere Brennweite für den gleichen Bildwinkel.
Weitwinkelobjektive werden als Objektiv mit fester Brennweite, aber auch als Zoomobjektiv angeboten, die eine Verstellung der Brennweite erlauben. Je nach Brennweite und dem typischen Verwendungszweck sind für Weitwinkelobjektive verschiedene Klassenbezeichnungen üblich.

### Gemäßigte Weitwinkelobjektive (Reportageobjektive)
Reportageobjektive sind Weitwinkelobjektive mit einer sogenannten leichten bis mittleren Weitwinkelwirkung, die sich bei einem diagonalen Bildwinkel zwischen 60° und 75° und einer auf Kleinbild bezogenen Brennweite zwischen etwa 28 mm und 38 mm einstellt. Sie werden auf Grund der höheren Schärfentiefe und der noch relativ geringen Verzerrungen gerne für die Reportagefotografie verwendet. Typische Reportagebrennweiten werden auch von den meisten preiswerten Weitwinkelobjektiven und Universalzooms abgedeckt. In diesem Brennweitenbereich gibt es für analoge und digitale Spiegelreflexkameras auch Objektive mit sehr großen Lichtstärken.
Als gemäßigte Weitwinkelbrennweiten (auf Kleinbildformat bezogen) gelten:
- 35 mm (diagonaler Bildwinkel 63°).
- 28 mm (diagonaler Bildwinkel 75°).

### Superweitwinkelobjektive

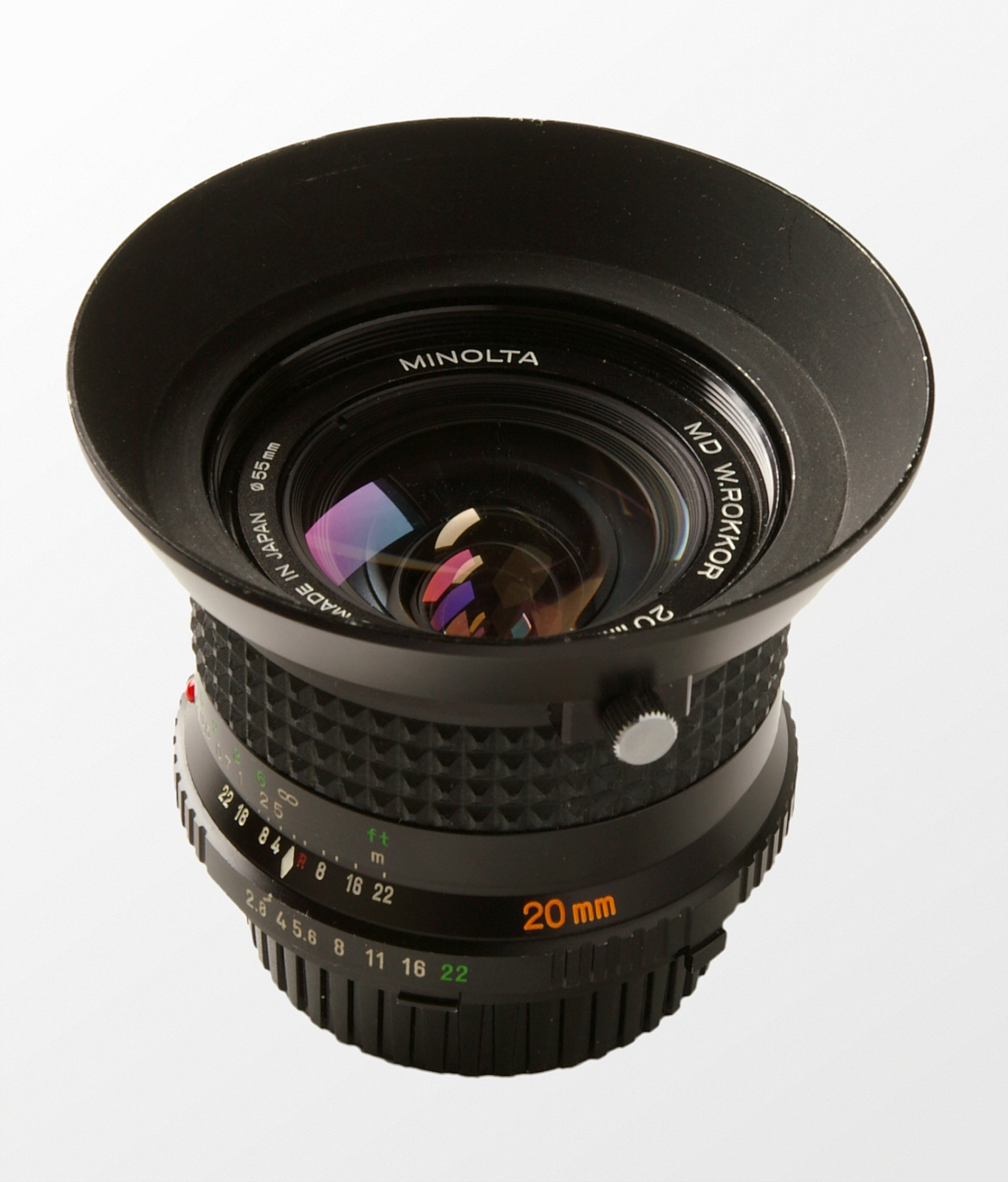
Historisches Superweitwinkelobjektiv 20 mm / 2,8 für Minolta-Kleinbild-Spiegelreflexkameras

Als Superweitwinkelobjektive werden Objektive mit diagonalen Bildwinkeln von mindestens 90° bezeichnet. Superweitwinkelobjektive werden auch als Ultraweitwinkelobjektive bezeichnet. Übliche Abkürzungen sind deshalb SWW und UWW. Solche Objektive werden gezielt beispielsweise in der künstlerischen Fotografie und Naturfotografie, aber gelegentlich auch in der Aktfotografie eingesetzt, um spektakuläre Effekte durch die für diese Bildwinkel typischen perspektivischen Verzerrungen zu erzielen. Das Superweitwinkelobjektiv mit dem größten Bildwinkel, das noch relativ verzeichnungsarm und halbwegs scharf abbildet, ist das Hypergon, das einen diagonalen Bildwinkel von 135° auf einer großformatigen Fotoplatte ausleuchten kann.
Typische Superweitwinkelbrennweiten für das Kleinbildformat sind:
- 21 mm (diagonaler Bildwinkel 92°)
- 20 mm (diagonaler Bildwinkel 94°)
- 18 mm (diagonaler Bildwinkel 100°)
- 17 mm (diagonaler Bildwinkel 104°)
- 14 mm (diagonaler Bildwinkel 114°)
- 12 mm (diagonaler Bildwinkel 122°)

### Zoomobjektive mit Weitwinkelbereich

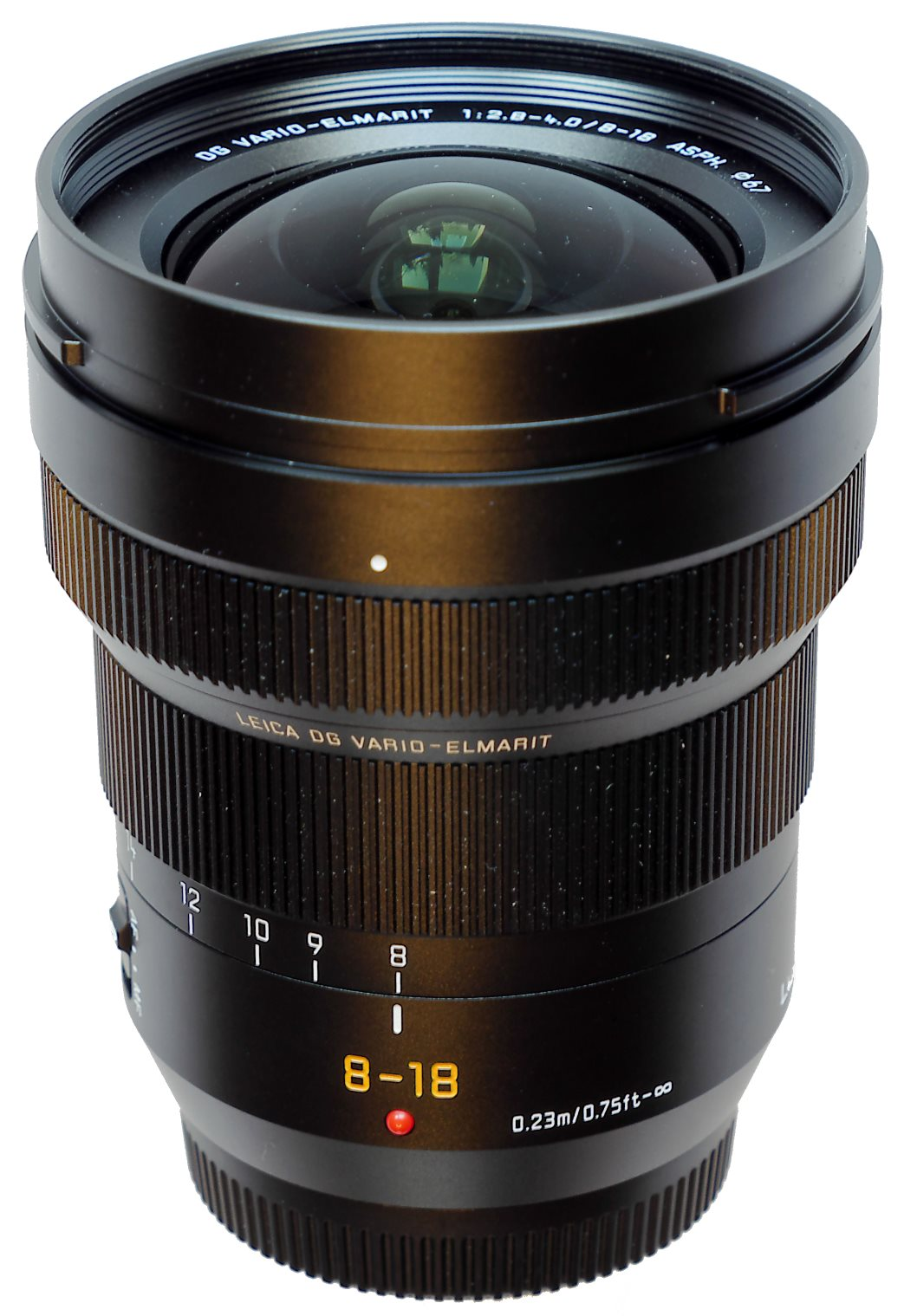
Durch automatische Kompensation weitgehend verzeichnungsfreies Zoomobjektiv im Ultraweitwinkelbereich mit einem effektiven Brennweitenbereich von 8–18 Millimeter (Kleinbildäquivalente Brennweiten von 16–36 Millimeter)

Zoomobjektive haben einen veränderlichen Bildwinkel, der auch Weitwinkel-Abbildung umfassen kann; dann spricht man von einem „Tele-Weitwinkel-Zoom“ oder einem „Übergangszoom“. Die besonderen optischen Gegebenheiten sorgten in der Vergangenheit dafür, dass Zoomobjektive für den Weitwinkelbereich sehr viel zögerlicher auf den Markt kamen als Telezooms – die Abbildungsfehler sind hier erheblich schwieriger zu korrigieren als bei langen Brennweiten. Mit rechnergestützter Konstruktion und neuartigen Spezialgläsern lassen sich diese Fehler heute jedoch in Grenzen halten.
Übergangs-Zooms begannen in den 1970er Jahren mit Bereichen 35–70 mm, also vom leichten Weitwinkel bis zu Porträt-Brennweiten über die Normalbrennweiten hinaus, haben sich jedoch enorm weiterentwickelt. Beispiele sind die sogenannten „Reisezooms“ mit Brennweiten von 28–200 mm, also vom gemäßigten Weitwinkel bis zu Tele-Brennweiten.
In kritischen Aufnahmesituationen, beispielsweise in der Architekturfotografie, haben Festbrennweiten aber immer noch Vorteile. Insbesondere die sogenannten Superzoomobjektive, die einen sehr großen Brennweitenbereich abdecken, zeigen am kurzen Ende oft drastische Abbildungsfehler, insbesondere Verzeichnung und Randunschärfen.
Im anderen Fall umfassen die variablen Bildwinkel eines Zooms nur Weitwinkel-Brennweiten: Hier spricht man von einem Weitwinkel-Zoom.
Typische Weitwinkel-Zoomobjektive für das Kleinbildformat sind:
- 24–70 mm (diagonaler Bildwinkel 83°–34°),
- 17–40 mm (diagonaler Bildwinkel 104°–57°),
- 16–35 mm (diagonaler Bildwinkel 107°–63°) und
- 12–24 mm (diagonaler Bildwinkel 122°–83°).

### Fischaugenobjektive

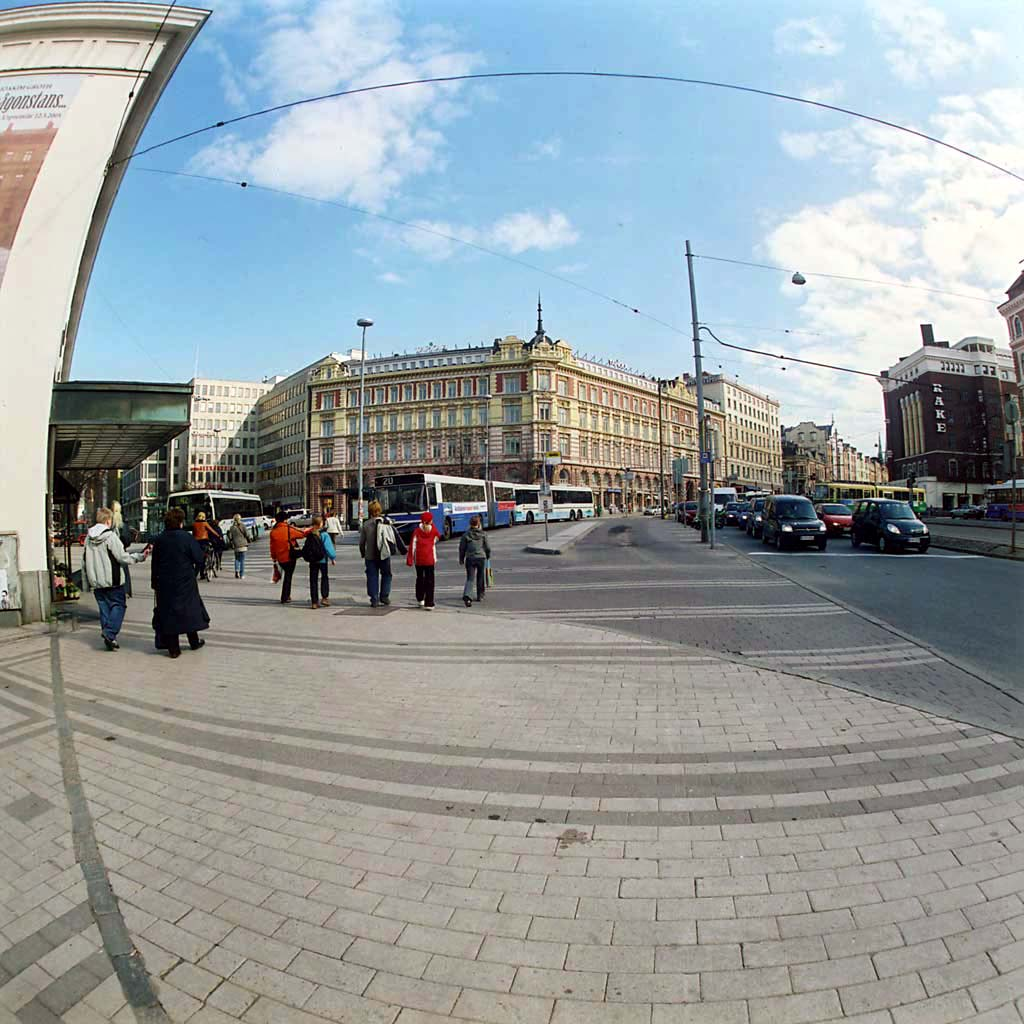
Fischauge-Bild mit deutlich erkennbaren Verzeichnungen

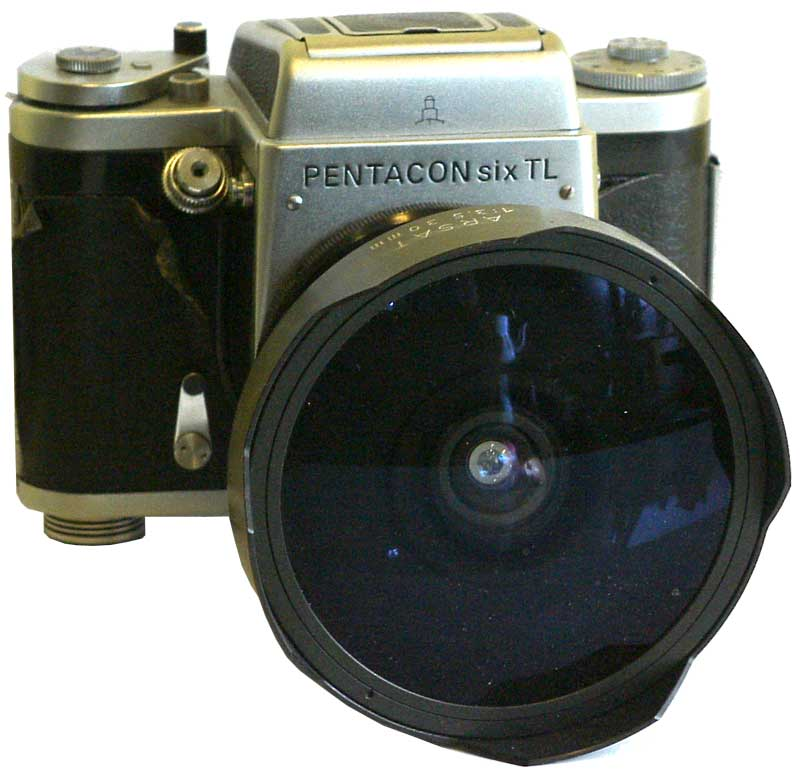
Fischaugenobjektiv an einer Mittelformatkamera

Von Fischaugenobjektiv (engl. fisheye lens) spricht man bei Brennweiten unter 20 mm dann, wenn sie absichtlich eine starke tonnenförmige Verzeichnung aufweisen, also gerade Linien umso stärker biegen, je weiter diese vom Bildmittelpunkt entfernt verlaufen (siehe Bild). Ein Fischauge, das die diagonalen Ecken in einem Bildwinkel von 180 Grad erfasst, hat eine Brennweite von 16 mm. Ein Fischauge, das in der Kleinstseite schon 180 Grad abbildet, hat nur eine Brennweite von 8 mm. Das Bild ist dann mittig kreisrund mit schwarzen Restflächen.
Ein Fischaugenobjektiv weist also im Gegensatz zu Superweitwinkelobjektiven eine andere Art der Projektion auf:
- Gerade Linien, die nicht durch den Bildmittelpunkt gehen, werden nach außen gebogen.
- Raumwinkel werden weniger als bei Superweitwinkelobjektiven verzerrt dargestellt.
- Es sind Bildwinkel von 180° und mehr möglich, bei entzerrten Weitwinkelobjektiven ist das geometrisch unmöglich.
- Objekte am Bildrand werden zwar gebogen, aber im Gegensatz zum Superweitwinkel nicht in die Breite gezogen dargestellt – in dieser Hinsicht bildet ein Fischauge „richtiger“ ab als ein Weitwinkel.

Ein Fischaugenobjektiv hat zwei wesentliche Eigenschaften:
- Die Brennweite: Die Brennweite legt den Abbildungsmaßstab fest. In der Bildmitte haben Fischaugenobjektiv und Superweitwinkelobjektiv bei gleicher Brennweite auch den gleichen Abbildungsmaßstab. Beim Fischauge ist er über das Bildfeld konstant, beim Weitwinkel nimmt er nach außen zu.
- Der von der Optik abgebildete Winkelbereich (typisch sind 150° bis 180°, Ausnahmen bis 250°[1])

Je nach verwendetem Sensor bzw. lichtempfindliche Filmfläche können folgende Fälle der Abdeckung zwischen Optik und Aufnahmefläche auftreten:
- Der Sensor wird vollständig vom Objektiv belichtet (normales rechteckiges Bild). Bei Sensoren in Kleinbildgröße und 180° Bildwinkel ist das ab 14 mm Brennweite der Fall.
- Der Sensor wird teilweise vom Objektiv belichtet, es geht gleichzeitig auch Licht am Sensor vorbei. Bei Sensoren in Kleinbildgröße und 180° Bildwinkel ist das zwischen 8 mm und 13,5 mm Brennweite der Fall.
- Das gesamte von der Optik kommende Licht landet auf dem Sensor (rundes, zirkulares Bild). Bei Sensoren in Kleinbildgröße und 180° Bildwinkel ist das bis 8 mm Brennweite der Fall.

Typische Fischaugenobjektive für das Kleinbildformat sind:
- 16 mm (diagonaler Bildwinkel 180°)
- 7,5 mm oder 8 mm (rundes Bild)

Ein Exot ist das Nikkor mit 6 mm Brennweite und 220° Bildwinkel, seit den 1960er Jahren in unterschiedlichen Versionen auf dem Markt, das ebenfalls ein rundes Bild erzeugt, aber dabei gewissermaßen ein Stück weit „nach hinten“ schauen kann.

### Fischaugen-Zoomobjektive
1995 brachte Pentax ein Fisheye-Objektiv mit variabler Brennweite von 17 bis 28 mm für das Kleinbildformat auf den Markt, das bis 2004 produziert wurde. In Kooperation mit Tokina hat dieses Objektiv 2006 mit dem 10–17mm/f 1:3,5–4,5 einen Nachfolger für digitale Spiegelreflexkameras mit Cropsensor gefunden.
2011 brachte Canon das Zoomobjektiv "EF8-15mm f/4L Fisheye USM" heraus, das an Kameras mit Sensor im Kleinbildformat vom runden Bild (8 mm) bis zum rechteckigen Bild (15 mm) zoomen kann. Für Sensoren im APS-C- und APS-H-Format hat es die Marken C (10 mm) und H (ca. 12 mm) für das rechteckige Bild. Ein unbeschnittenes rundes Bild ist dann nicht möglich.
Beim Zoomen bleibt die fischaugentypische Abbildung mit tonnenförmiger Verzeichnung bestehen. Auch bei der längeren Brennweite verhalten sich diese Objektive nicht wie die entsprechenden Weitwinkelobjektive.

## Das Weitwinkelobjektiv an der Kamera

### Generelle Konstruktionsprobleme
Weitwinkelobjektive können als Wechselobjektiv an geeignete Systemkameras angesetzt werden oder sind in diese fest integriert. Wegen der großen Schärfentiefe haben preiswerte Kameras oft ein Fixfokus-Objektiv im (gemäßigten) Weitwinkelbereich.
Der Bau von Weitwinkel-Brennweiten für Spiegelreflex-Kameras ist nicht einfach, da vor dem Film der Schwingbereich für den Spiegel auf einer Tiefe von ca. 40 mm freigehalten werden muss, und aus diesem Grunde sogenannte „Retrofokus“-Konstruktionen nötig werden. Diese verlegen den Brennpunkt künstlich zurück, ohne zu verzerren und zu vignettieren. Durch diese Bauart wird die Konstruktion aufwendiger, die Objektive werden größer, schwerer und teurer.
Einige Spezialkonstruktionen, die nicht in Retrofokusbauweise hergestellt wurden, konnten nur an Spiegelreflexkameras verwendet werden, deren Spiegel sich manuell arretieren ließ. Es wurde dann ein aufsteckbarer Sucher verwendet, da der Sucherspiegel nicht verwendbar war.
Hinzu kommt, dass diese Konstruktionen nur einen sehr schmalen geometrisch axialen Entfernungs-Einstellbereich haben. Bei Großformatkameras mit Entfernungseinstellung der Objektivstandarte über den Laufboden bzw. über die optische Bank werden deshalb wegen der unmittelbaren Nähe des Hinterlinsenglieds zur Filmebene so genannte Weitwinkeleinstellgeräte verwendet.

### Weitwinkel-Vorsatzlinsen und -Konverter

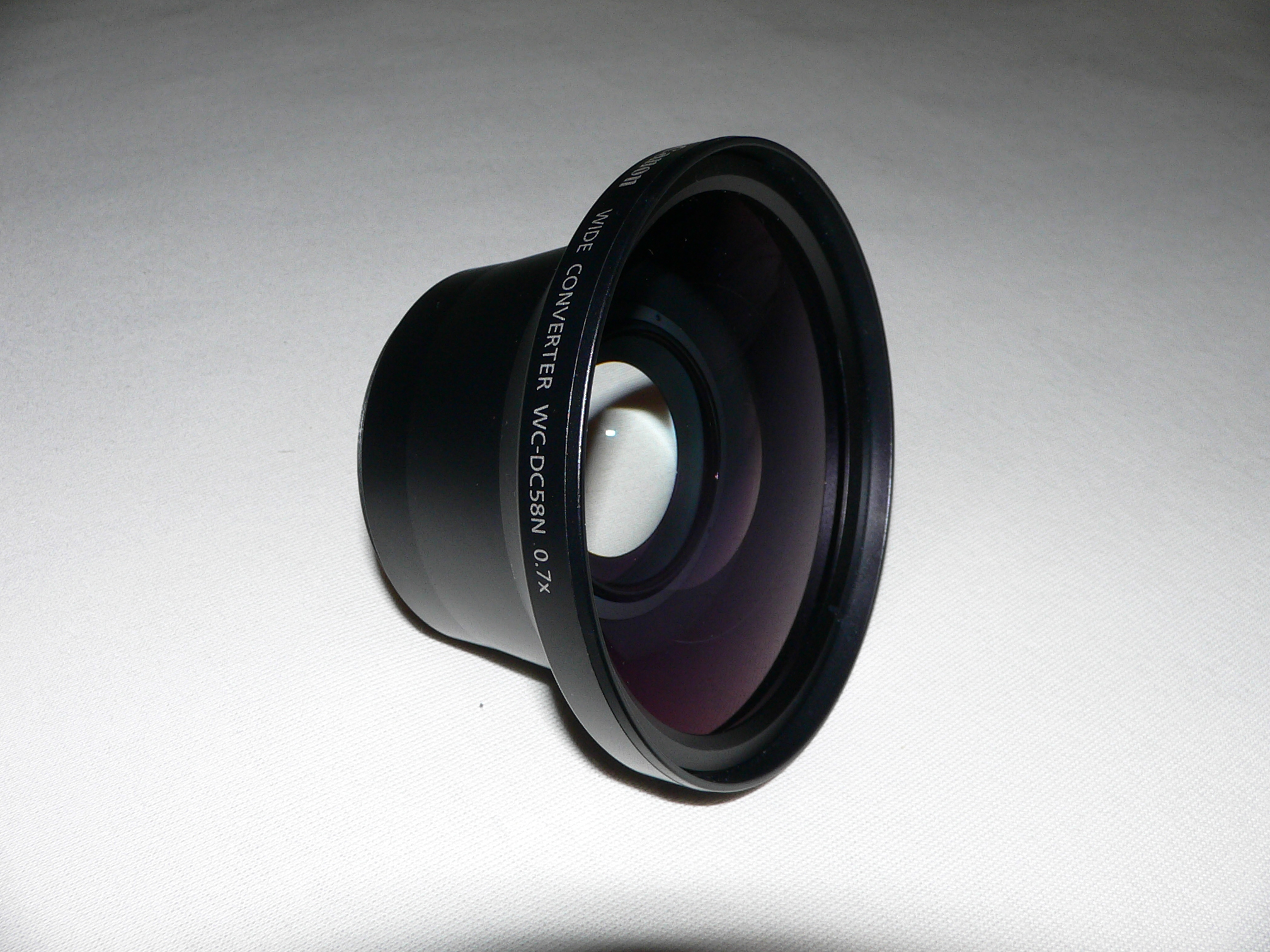
Weitwinkelkonverter

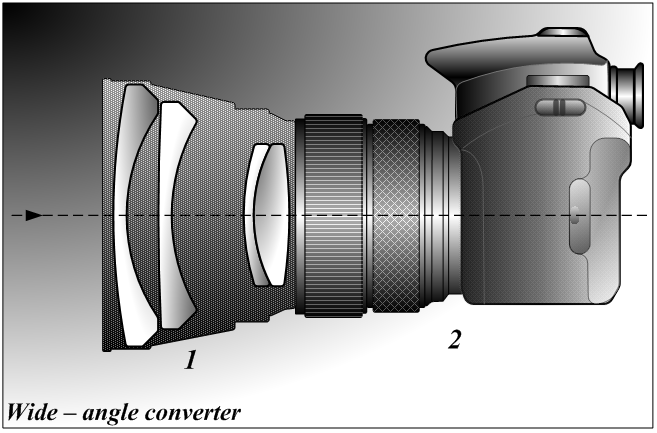
Weitwinkelkonverter

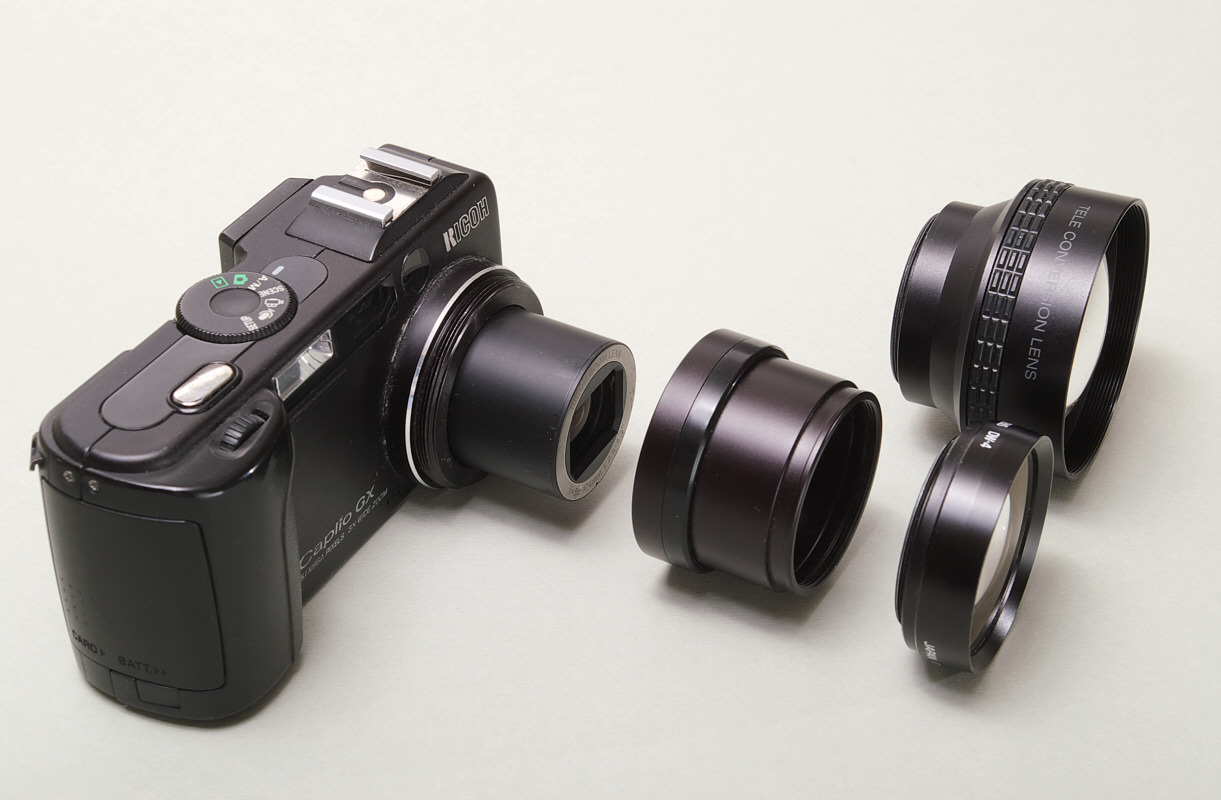
Digitale Kompaktkamera mit Adapter und Vorsatzkonvertern

Es werden auch Weitwinkelkonverter angeboten, die, vor ein Objektiv geschraubt, den Bildwinkel des Objektivs vergrößern. Übliche Multiplikatoren der Brennweite liegen zwischen 0,3 und 0,8, teilweise mit Fischaugeneffekt. Ein solcher Vorsatzkonverter mit dem Faktor 0,8 verkürzt also beispielsweise ein 28-mm-Weitwinkelobjektiv für Kleinbildkameras auf eine Brennweite von etwa 22 mm und vergrößert den diagonalen Bildwinkel von 75° auf etwa 90°.
Gelegentlich wird statt der Brennweitenverkürzung der Multiplikator der abgebildeten Flächen angegeben, was die gleiche Wirkung mit einem stärker von eins abweichenden Zahlenwert (beim Weitwinkelkonverter kleineren Zahlenwert) beschreibt. Der „normale“ Multiplikator der Brennweite ergibt sich dann als Wurzel des Flächenfaktors.
Um die unvermeidbaren Abstriche an der Bildqualität klein zu halten, müssen solche Vorsätze speziell für das fragliche System konstruiert sein. Bei universellen Weitwinkelvorsätzen, die nicht speziell für eine bestimmte Kamera oder für ein bestimmtes Objektiv gerechnet sind, treten Bildfehler auf wie zum Beispiel starke Verzeichnungen, Randabschattungen oder Farbsäume durch chromatische Aberrationen.
Wie die meisten Objektivvorsätze werden auch Weitwinkelkonverter mit genormten Einschraubgewinden geliefert, für digitale Kompaktkameras ohne Filtergewinde sind zur Montage oft recht aufwendige Adapterhalterungen („Filteradapter“) erforderlich.
Des Weiteren existieren Telekompressoren, die ähnlich einem Telekonverter zwischen Objektiv und Kamera installiert werden.

### Bildkreis größer als Filmformat
Mitunter werden bei der Fotografie mit Fachkameras als Weitwinkel alle jene Objektive bezeichnet, die einen möglichst großen Bildkreis aufweisen, über den Bedarf des Filmformates hinaus. Dieser größere Bildkreis ermöglicht weitgehende Verstellungen des Objektivs an der Kamera, z. B. Achsverschiebungen („Shift-Objektive“ zur verzerrungsfreien Darstellung von Gebäuden).
Weiterhin Verwinkelungen der optischen Achsen („Tilt-Objektive“), die ebenfalls einen größeren Bildkreis erfordern. 